# Castelul Dolbadarn (pictură de Turner)
Castelul Dolbadarn este o pictură în ulei pe lemn din 1798 a pictorului britanic J. M. W. Turner aflată în National Library of Wales din Aberystwyth, Țara Galilor, Marea Britanie. Face parte dintr-un grup de lucrări finalizat de Turner în timpul unui tur al regiunii, care a inclus Castelul Dolbadarn, Llanberis și alte părți din Snowdonia. Multe studii pot fi găsite într-o lucrare cu schițe deținută acum de Tate Britain. Când Turner s-a întors la studioul său din Londra, a continuat să lucreze la aceste schițe într-o serie de picturi mai desăvârșite despre nordul Țării Galilor, inclusiv aceasta.
Această pictură este deosebit de importantă, deoarece este una dintre cele două pe care Turner le-a prezentat drept lucrări de diplomă la Royal Academy în 1800.

## Eveniment istoric
Pictura este impresia artist despre un eveniment din secolul al XIII-lea care are o anumită importanță în istoria galeză. Îl înfățișează pe Owain Goch, fratele prințului Llywelyn ap Gruffudd (LLywelyn al II-lea), fiind dus de soldați la închisoarea de la Castelul Dolbadarn. Owain a fost închis la castel între 1255 și 1277, când a fost eliberat. Întemnițarea lui Owain, îmbrăcat în roșu în tablou, l-a lăsat pe fratele său Llywelyn liber să se concentreze asupra unificării galezilor împotriva englezilor.

## Călătoria prin Țara Galilor
Turner a vizitat prima dată Țara Galilor în 1792, când a călătorit prin sudul țării. La a doua sa vizită în 1794, a vizitat Flintshire și Denbighshire. În 1798 a făcut o vizită mult mai lungă în Țara Galilor, călătorind prin Ddyfryn Wysg, Ceredigion, Aberystwyth, Gwynedd și Llangollen.

## Detalii ale picturii
Rama a fost comandată în special pentru pictura de la John Jones din Londra, în anii 1940. Pictura a fost cumpărată de Bibliotecă cu ajutorul Fondului Național de Colecție de Artă și a Loteriei Naționale. Mediul pe care este pictat este panou de lemn, zona vizibilă măsoară 45,5 x 30 cm, iar rama are dimensiunile de 62 x 50 cm. Turner a prezentat, de asemenea, această lucrare cu câteva versuri legate de temele picturii, o practică relativ comună a sa. Versetul citește: „Cât de îngrozitoare este tăcerea deșertului, / Unde natura își ridică munții către cer, / Solitudine maiestuoasă, iată turnul / Unde OWEN cel fără de speranță, îndelung încarcerat, lâncezind / Și-a frânt mâinile pentru libertate degeaba.”